# Michael Pennington

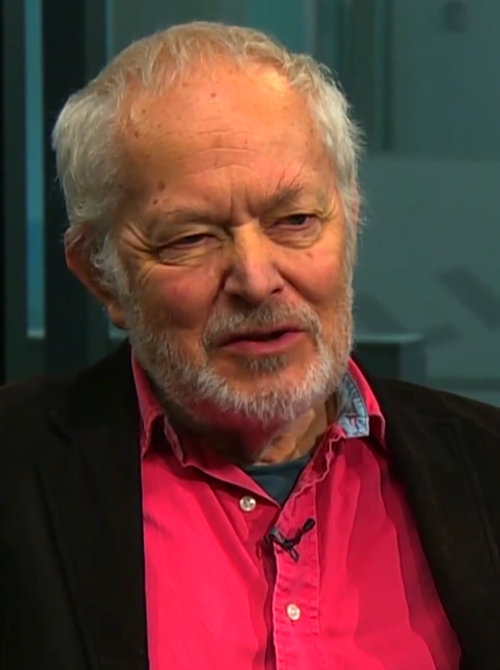
Michael Pennington, 2014

Michael Vivian Fyfe Pennington (* 7. Juni 1943 in Cambridge) ist ein britischer Schauspieler, Theaterregisseur und Schriftsteller.

## Leben und Karriere
Bereits während seines Studiums in Cambridge übernahm Michael Pennington Rollen im Studententheater. Einem anfänglichen Engagement bei der Royal Shakespeare Company folgt eine über vierzigjährige immer noch andauernde Theaterkarriere. Eine Auswahl seiner Auftritte umfasst Angelo (1974) und der Herzog (1978) in Maß für Maß, Mercutio (1976) in Romeo und Julia, Hamlet in Hamlet 1980 für die Royal Shakespeare Company, Edward Damson in Peter Shaffers Gift of the Gorgon, 1992/93. Theaterauftritte in Deutschland umfassen eine Tournee nach Berlin Anfang der 1960er mit dem National Youth Theatre, George Bernard Shaws Helden 1975 an den Städtischen Bühnen Frankfurt. 1986 gründet er zusammen mit Michael Bogdanov die English Shakespeare Company, die von 1986 bis 1989 zuerst mit den Shakespeare-Stücken Heinrich IV, Teil 1 und 2 und Heinrich V, und ab 1987 mit Shakespeares gesamten Historienzyklus von Richard II bis Richard III unter dem Titel The Wars of the Roses auf Welttournee gegangen ist. Aufführungen in Deutschland fanden 1987 in Hamburg, 1988 in West-Berlin und 1989 in Hamburg, Ost-Berlin und Frankfurt am Main statt.
Neben seiner Tätigkeit als Schauspieler hat Michael Pennington auch noch Theaterregie geführt. So inszenierte er unter anderem Was ihr wollt für die English Shakespeare Company und Ein Sommernachtstraum für das Open Air Theater im Londoner Regent’s Park. Er ist außerdem Autor seines eigenen Ein-Personen-Stücks Anton Chekhov über bzw. mit Anton Tschechow, das er seit 1984 immer wieder aufführt. Ein weiteres Solo-Programm über William Shakespeare trägt den Namen Sweet William.
Zu seinen Filmrollen zählen Laertes in Tony Richardsons Hamlet-Verfilmung (1969) und wohl seine bekannteste Rolle, diejenige des Moff Jerjerrod, des Kommandanten des zweiten Todessterns, in Die Rückkehr der Jedi-Ritter.
Michael Pennington hat einen Bericht über eine Bahnreise durch Sibirien, die er 1974 unternommen hat, veröffentlicht, Rossya: A Journey through Siberia; ein Buch über Anton Tschechow geschrieben, Are You There Crocodile? Inventing Anton Chekhov, das auch sein Stück Anton Chekhov beinhaltet; und Monografien über die Shakespeare-Stücke Hamlet, Hamlet: A User's Guide, Was ihr wollt, Twelfth Night: A User's Guide, und Ein Sommernachtstraum, A Midsummer Night's Dream: A User's Guide, verfasst.
Im April 2004 hielt er als zweiter Schauspieler – nach Harley Granville-Barker im Jahr 1925 – die jährliche Shakespeare-Vorlesung der British Academy. Sein Vortrag trug den Titel Barnadine's Straw: The Devil in Shakespeare's Detail.

## Werke
- 1972: This Is All For You
- 1977: Rossya: A Journey through Siberia
- 1996: Hamlet: A User's Guide
- 2000: Twelfth Night: A User's Guide
- 2003: Are You There Crocodile? Inventing Anton Chekhov
- 2004: A Pocket Guide to Ibsen, Chekhov and Strindberg
- 2005: A Midsummer Night's Dream: A User's Guide

## Filmografie (Auswahl)
- 1972: Callan (Fernsehserie, 1 Folge)
- 1983: Die Rückkehr der Jedi-Ritter (Return of the Jedi)
- 1987: Eine Pfeife in Amerika (The Return of Sherlock Holmes)
- 1996: Für alle Fälle Fitz (Cracker, Fernsehserie, 1 Folge)
- 2002, 2010: Gerichtsmediziner Dr. Leo Dalton (Silent Witness, Fernsehserie, 3 Folgen)
- 2003: Mord auf Seite eins (State of Play, Fernsehsechsteiler)
- 2003: The Bill (Fernsehserie, 6 Folgen)
- 2003: Waking the Dead – Im Auftrag der Toten (Waking the Dead, Fernsehserie, 2 Folgen)
- 2005: Fragile
- 2008: Die Tudors (The Tudors, Fernsehserie, 1 Folge)
- 2008: Lewis – Der Oxford Krimi (Lewis, Fernsehserie, 1 Folge)
- 2009: Blut, Schweiß und Tränen (Into the Storm)
- 2011: Die Eiserne Lady (The Iron Lady)
- 2013: Der Anwalt des Teufels (The Escape Artist, Fernsehdreiteiler)
- 2016: Father Brown (Fernsehserie, 1 Folge)
- 2017: Der junge Inspektor Morse (Endeavour, Fernsehserie, 1 Folge)